# Wilhelm Herget
Wilhelm Herget (* 30. Juni 1910 in Stuttgart; † 27. März 1974 ebenda) war während des Zweiten Weltkrieges Flugzeugführer der deutschen Luftwaffe. Er errang in über 700 Kampfeinsätzen insgesamt 73 Luftsiege; davon 58 als Nachtjäger. Die meisten seiner Siege erzielte er an der Westfront beim Kampf gegen das Bomberkommando der Royal Air Force.

## Leben und Wirken
Herget wurde als Sohn eines Druckers geboren. Nach dem Abitur lernte er das Druckhandwerk, absolvierte seine Meisterprüfung und trat in die Luftwaffe ein.
Herget diente in der Sturmabteilung (SA) als Rottenführer und parallel dazu als Flugzeugführer in der militärischen Reserve bei einer Aufklärungsgruppe. Ab August 1939 wurde er in der 6. Staffel des Zerstörergeschwader 76 (ZG 76) eingesetzt. Dort flog er eine Messerschmitt Bf 110. Die ersten Kampfeinsätze flog er 1939 beim Überfall auf Polen. Ab Mai 1940 dann im Westfeldzug und in der Luftschlacht um England. Ab Mai 1941 diente er kurzfristig beim Sonderkommando Junck im Irak und kehrte danach zur Westfront zurück. Im November 1941 wurde er nach 14 Luftsiegen zum Oberleutnant befördert und wechselte zum Nachtjagdgeschwader 1 (NJG 1). Seinen ersten Nachtluftsieg erzielte er am 6. April 1942.
Am 1. Oktober 1942 wurde Herget zum Hauptmann befördert und wurde Kommandeur der I. Gruppe des Nachtjagdgeschwader 4, eine Position, die er bis Dezember 1944 innehatte. Am 1. Oktober 1943 wurde er nach 43 Luftsiegen zum Major befördert. Seinen letzten Nachtluftsieg, den 72., erzielte er in der Nacht zum 13. Juni 1944 gegen eine britische Avro Lancaster.
Im Januar 1945 wurde er auf den Düsenjäger Messerschmitt Me 262 umgeschult. Anschließend wurde er mit der Erprobung dieses Jagdflugzeuges betraut, u. a. mit der Me 262A-1a/U4 mit einer 50-mm-Kanone MK 214 A. Seine letzten Kampfeinsätze flog Herget mit dem Jagdverband 44 (JV 44), der mit dem Düsenjäger Me 262 ausgerüstet war. In dieser Einheit errang er am 27. April 1945 seinen letzten Luftsieg über eine Republic P-47 der USAAF. Er geriet in amerikanische Gefangenschaft, aus der er 1947 entlassen wurde.
Nach dem Krieg arbeitete Herget im Verlagswesen und gründete den Wilhelm-Herget-Verlag. Dieser brachte in den 50er Jahren u. a. Bildschirm, die erste deutsche Fernsehprogrammzeitschrift, heraus. Herget starb am 27. März 1974 in Stuttgart.

## Todesursache
Über den Tod von Wilhelm Herget gibt es Kontroversen. So schreiben Matthews und Foreman, Autoren von „Luftwaffe Aces – Biographies and Victory Claims“, er habe nach einem geschäftlichen Misserfolg Selbstmord begangen. Nach Angaben der Familie und der offiziellen Pressemitteilung des Verlages verstarb er an einem Gehirnschlag.

## Auszeichnungen
- Goldene Frontflugspange für Nachtjäger
- Eisernes Kreuz 2. Klasse, Verleihung im Juni 1940, nach 3 Luftsiegen
- Eisernes Kreuz 1. Klasse,
- Deutsches Kreuz in Gold, Verleihung am 7. Februar 1942
- Ritterkreuz des Eisernen Kreuzes, Verleihung am 20. Juni 1943, nach 31 Luftsiegen
- Eichenlaub zum Ritterkreuz des Eisernen Kreuzes  (als 451. Soldat), Verleihung am 11. April 1944, nach 63 Luftsiegen

## Bibliografie
- Theo Boiten: Nachtjagd: the night fighter versus bomber war over the Third Reich, 1939–45. Crowood Press, London 1997, ISBN 978-1-86126-086-4.
- Martin Bowman: De Havilland Mosquito. The Crowood Press, Ramsbury, Marlborough, Wiltshire, UK 2005 [1997], ISBN 978-1-86126-736-8.
- Martin Bowman: The Reich Intruders: RAF Light Bomber Raids in World War II. Pen and Sword Books, Barnsley, South Yorkshire 2006, ISBN 978-1-78340-965-5.
- Martin Bowman: Last of the Lancasters. Pen and Sword Books, Barnsley, South Yorkshire 2014, ISBN 978-1-78383-174-6.
- Martin Bowman: The Night Air War. Pen and Sword Books, Barnsley, South Yorkshire 2015, ISBN 978-1-4738-6426-9.
- Martin Bowman: Nachtjagd, Defenders of the Reich 1940–1943. Pen and Sword Books, Barnsley, South Yorkshire, 2016, ISBN 978-1-4738-4986-0.
- William R. Chorley: Royal Air Force Bomber Command Losses of the Second World War: Aircraft and crew losses: 1943. Midland Counties Publications, 1996, ISBN 978-0-904597-90-5.
- Walther-Peer Fellgiebel: Die Träger des Ritterkreuzes des Eisernen Kreuzes 1939–1945 – Die Inhaber der höchsten Auszeichnung des Zweiten Weltkrieges aller Wehrmachtteile. Podzun-Pallas, Friedberg 2000 [1986], ISBN 978-3-7909-0284-6.
- John Foreman, Johannes Matthews, Simon W. Parry: Luftwaffe Night Fighter Combat Claims, 1939–1945. Red Kite, Walton on Thames 2004, ISBN 978-0-9538061-4-0.
- Robert Forsyth: Jagdverband 44: Squadron of Experten. Osprey Publishing, Oxford, UK 2008, ISBN 978-1-84603-294-3.
- Peter Hinchliffe: Luftkrieg bei Nacht 1939–1945. Motorbuch Verlag, Stuttgart 1998, ISBN 978-3-613-01861-7.
- Andrew Johannes Matthews, John Foreman: Luftwaffe Aces – Biographies and Victory Claims. Band 2: G–L. Red Kite, Walton on Thames 2015, ISBN 978-1-906592-19-6.
- Ernst Obermaier: Die Ritterkreuzträger der Luftwaffe Jagdflieger 1939–1945. Verlag Dieter Hoffmann, Mainz 1989, ISBN 978-3-87341-065-7.
- Klaus D. Patzwall, Veit Scherzer: Das Deutsche Kreuz 1941–1945. Geschichte und Inhaber. Band II, Verlag Klaus D. Patzwall, Norderstedt 2001, ISBN 978-3-931533-45-8.
- Veit Scherzer: Die Ritterkreuzträger 1939–1945 Die Inhaber des Ritterkreuzes des Eisernen Kreuzes 1939 von Heer, Luftwaffe, Kriegsmarine, Waffen-SS, Volkssturm sowie mit Deutschland verbündeter Streitkräfte nach den Unterlagen des Bundesarchives. Scherzers Militaer-Verlag, Jena 2007, ISBN 978-3-938845-17-2.
- Peter Stockert: Die Eichenlaubträger 1939–1945. Band 5, Friedrichshaller Rundblick, Bad Friedrichshall 2007, OCLC 76072662.
- Franz Thomas: Die Eichenlaubträger 1939–1945. Band 1: A–K. Biblio-Verlag, Osnabrück 1997, ISBN 978-3-7648-2299-6.

| Personendaten    | Personendaten                            |
| ---------------- | ---------------------------------------- |
| NAME             | Herget, Wilhelm                          |
| KURZBESCHREIBUNG | deutscher Jagdpilot im Zweiten Weltkrieg |
| GEBURTSDATUM     | 30. Juni 1910                            |
| GEBURTSORT       | Stuttgart                                |
| STERBEDATUM      | 27. März 1974                            |
| STERBEORT        | Stuttgart                                |